# Saison 2014-2015 du Thunder d'Oklahoma City
La saison 2014-2015 du Thunder d'Oklahoma City est la 48e saison de la franchise au sein de la NBA et la 7e saison au sein de la ville d'Oklahoma City.
Le Thunder a souffert de blessures, principalement celle de Kevin Durant, qui a subi une intervention chirurgicale et a été indisponible pour le reste de la saison. Malgré cela, le Thunder est resté en lice pour se qualifier en playoffs, mais une série de quatre défaites au début du mois d’avril lui a coûté la qualification, alors qu’ils ont terminé avec un bilan de 45-37, à égalité avec les Pelicans de La Nouvelle-Orléans, mais perdant au tie-breaker. Le Thunder a raté les playoffs pour la première fois depuis 2009, ce qui a entraîné le licenciement de Scott Brooks une semaine après la fin de la saison régulière.

## Draft
| Tour | Choix | Joueur       | Poste | Nationalité | Provenance |
| ---- | ----- | ------------ | ----- | ----------- | ---------- |
| 1    | 21    | Mitch McGary | C     | États-Unis  | Michigan   |
| 1    | 29    | Josh Huestis | SF    | États-Unis  | Stanford   |

## Classements de la saison régulière
| Conférence Ouest | Conférence Ouest                | Conférence Ouest | Conférence Ouest | Conférence Ouest | Conférence Ouest | Conférence Ouest | Conférence Ouest |
| No               | Franchise                       | Vic.             | Def.             | MJ               | MR               | % V/D            | RV               |
| ---------------- | ------------------------------- | ---------------- | ---------------- | ---------------- | ---------------- | ---------------- | ---------------- |
| 1                | Warriors de Golden State        | 67               | 15               | 82               | 0                | 81,7%            | -                |
| 2                | Rockets de Houston              | 56               | 26               | 82               | 0                | 68,3%            | 11               |
| 3                | Clippers de Los Angeles         | 56               | 26               | 82               | 0                | 68,3%            | 11               |
| 4                | Trail Blazers de Portland¹      | 51               | 31               | 82               | 0                | 62,2%            | 16               |
| 5                | Grizzlies de Memphis            | 55               | 27               | 82               | 0                | 67,1%            | 12               |
| 6                | Spurs de San Antonio T          | 55               | 27               | 82               | 0                | 67,1%            | 12               |
| 7                | Mavericks de Dallas             | 50               | 32               | 82               | 0                | 61,0%            | 17               |
| 8                | Pelicans de La Nouvelle-Orléans | 45               | 37               | 82               | 0                | 54,9%            | 22               |
|                  |                                 |                  |                  |                  |                  |                  |                  |
| 9                | Thunder d'Oklahoma City         | 45               | 37               | 82               | 0                | 54,9%            | 22               |
| 10               | Suns de Phoenix                 | 39               | 43               | 82               | 0                | 47,6%            | 28               |
| 11               | Jazz de l'Utah                  | 38               | 44               | 82               | 0                | 46,3%            | 29               |
| 12               | Nuggets de Denver               | 30               | 52               | 82               | 0                | 36,6%            | 37               |
| 13               | Kings de Sacramento             | 29               | 53               | 82               | 0                | 35,4%            | 38               |
| 14               | Lakers de Los Angeles           | 21               | 61               | 82               | 0                | 25,6%            | 46               |
| 15               | Timberwolves du Minnesota       | 16               | 66               | 82               | 0                | 19,5%            | 51               |

| Division Nord-Ouest       | V  | D  | MJ | % V/D | GB | Dom   | Ext   | Div  | Conf  |
| ------------------------- | -- | -- | -- | ----- | -- | ----- | ----- | ---- | ----- |
| Trail Blazers de Portland | 51 | 31 | 82 | 62,2% | -  | 32-9  | 19-22 | 11-5 | 31-21 |
| Thunder d'Oklahoma City   | 45 | 37 | 82 | 54,9% | 6  | 29-12 | 16-25 | 10-6 | 25-27 |
| Jazz de l'Utah            | 38 | 44 | 82 | 46,3% | 13 | 21-20 | 17-24 | 9-7  | 23-29 |
| Nuggets de Denver         | 30 | 52 | 82 | 36,6% | 21 | 19-22 | 11-30 | 6-10 | 19-33 |
| Timberwolves du Minnesota | 16 | 66 | 82 | 19,5% | 35 | 9-32  | 7-34  | 4-12 | 7-45  |

## Effectif
| Thunder d'Oklahoma City Effectif 2014-2015 |    |                                |                       |               |
| Entraîneur : Scott Brooks                  |    |                                |                       |               |
| Pivot                                      | 12 | Drapeau de la Nouvelle-Zélande | Steven Adams          | Pittsburgh    |
| Meneur                                     | 14 | Drapeau des États-Unis         | D. J. Augustin        | Texas         |
| Ailier fort                                | 4  | Drapeau des États-Unis         | Nick Collison         | Kansas        |
| Ailier                                     | 35 | Drapeau des États-Unis         | Kevin Durant (C)      | Texas         |
| Ailier fort                                | 9  | Drapeau de l'Espagne           | Serge Ibaka (C)       | Espagne       |
| Pivot                                      | 34 | Drapeau de la Turquie          | Enes Kanter           | Stoneridge PS |
| Ailier fort                                | 3  | Drapeau des États-Unis         | Perry Jones III       | Baylor        |
| Arrière                                    | 11 | Drapeau des États-Unis         | Jeremy Lamb           | Connecticut   |
| Pivot                                      | 33 | Drapeau des États-Unis         | Mitch McGary          | Michigan      |
| Ailier                                     | 2  | Drapeau des États-Unis         | Anthony Morrow        | Georgia Tech  |
| Ailier                                     | 6  | Drapeau des États-Unis         | Steve Novak           | Marquette     |
| Arrière                                    | 21 | Drapeau des États-Unis         | Andre Robertson       | Colorado      |
| Ailier                                     | 5  | Drapeau des États-Unis         | Kyle Singler          | Duke          |
| Arrière                                    | 23 | Drapeau des États-Unis         | Dion Waiters          | Syracuse      |
| Meneur                                     | 0  | Drapeau des États-Unis         | Russell Westbrook (C) | UCLA          |
| (C) - Capitaine, Blessé                    |    |                                |                       |               |

## Statistiques
| Joueur            | MJ | MC | MPG  | FG%  | 3P%  | FT%  | RPG  | APG | SPG | BPG | PPG  |
| ----------------- | -- | -- | ---- | ---- | ---- | ---- | ---- | --- | --- | --- | ---- |
| Russell Westbrook | 67 | 67 | 34.4 | .426 | .299 | .835 | 7.3  | 8.6 | 2.1 | 0.2 | 28.1 |
| Kevin Durant      | 27 | 27 | 33.8 | .510 | .403 | .854 | 6.6  | 4.1 | 0.9 | 0.9 | 25.4 |
| Serge Ibaka       | 64 | 64 | 33.1 | .476 | .376 | .836 | 7.8  | 0.9 | 0.5 | 2.4 | 14.3 |
| Enes Kanter       | 26 | 26 | 31.1 | .566 | .750 | .776 | 11.0 | 1.1 | 0.5 | 0.5 | 18.7 |
| Dion Waiters      | 47 | 20 | 30.3 | .392 | .319 | .625 | 2.9  | 1.9 | 1.0 | 0.2 | 12.7 |
| Reggie Jackson    | 50 | 13 | 28.0 | .432 | .278 | .861 | 4.0  | 4.3 | 0.8 | 0.1 | 12.8 |
| Steven Adams      | 70 | 67 | 25.3 | .544 | .000 | .502 | 7.5  | 0.9 | 0.5 | 1.2 | 7.7  |
| Anthony Morrow    | 74 | 0  | 24.4 | .463 | .434 | .888 | 2.6  | 0.8 | 0.7 | 0.1 | 10.7 |
| D. J. Augustin    | 28 | 1  | 24.2 | .371 | .354 | .861 | 2.2  | 3.1 | 0.6 | 0.0 | 7.3  |
| Lance Thomas      | 22 | 13 | 20.5 | .357 | .000 | .697 | 3.4  | 0.9 | 0.5 | 0.0 | 5.1  |
| Sebastian Telfair | 16 | 1  | 20.4 | .368 | .300 | .706 | 1.9  | 2.8 | 0.6 | 0.0 | 8.4  |
| Kendrick Perkins  | 51 | 3  | 19.2 | .441 | .000 | .507 | 5.5  | 0.8 | 0.3 | 0.7 | 4.0  |
| Andre Robertson   | 67 | 65 | 19.2 | .458 | .247 | .479 | 3.8  | 1.0 | 0.8 | 0.4 | 3.4  |
| Kyle Singler      | 26 | 18 | 17.5 | .333 | .370 | .688 | 2.1  | 0.7 | 0.5 | 0.3 | 3.7  |
| Nick Collison     | 66 | 2  | 16.7 | .419 | .267 | .692 | 3.8  | 1.4 | 0.5 | 0.4 | 4.1  |
| Mitch McGary      | 32 | 2  | 15.2 | .533 | .000 | .625 | 5.2  | 0.4 | 0.5 | 0.5 | 6.3  |
| Perry Jones       | 43 | 13 | 4.3  | .397 | .233 | .649 | 1.8  | 0.4 | 0.4 | 0.2 | 4.3  |
| Jeremy Lamb       | 47 | 8  | 13.5 | .416 | .342 | .891 | 2.3  | 0.9 | 0.4 | 0.1 | 6.3  |
| Steve Novak       | 13 | 0  | 6.8  | .286 | .200 | 0.0  | 0.5  | 0.4 | 0.0 | 0.1 | 1.2  |
| Ish Smith         | 30 | 0  | 5.2  | .333 | .200 | .667 | 0.9  | 0.9 | 0.1 | 0.0 | 1.2  |
| Grant Jerrett     | 5  | 0  | 5.0  | .176 | .077 | 0.0  | 0.8  | 0.2 | 0.0 | 0.4 | 1.4  |

## Transactions

### Transferts
| 26 juin | Vers Oklahoma City Thunder Droits sur Semaj Christon | Vers Charlotte Hornets Compensation financière |

| 15 juillet | Vers Oklahoma City Thunder Droits sur Sofoklis Schortsanitis Trade exception | Vers Atlanta Hawks Thabo Sefolosha (sign and trade) Droits sur Georgios Printezis Compensation financière |

| 26 août | Vers Oklahoma City Thunder Second tour de draft 2015 Trade exception | Vers Philadelphia 76ers Hasheem Thabeet Compensation financière |

| 5 février | Vers Oklahoma City Thunder Dion Waiters (de Cleveland) | Vers New York Knicks Lou Amundson (de Cleveland) Alex Kirk (de Cleveland) Lance Thomas (d'Oklahoma City) Second tour de draft 2019 (de Cleveland) | Vers Cleveland Cavaliers Iman Shumpert (de New York) J. R. Smith (de New York) Premier tour de draft 2015 (d'Oklahoma City) |

| 19 février | Vers Oklahoma City Thunder Second tour de draft 2016 | Vers New Orleans Pelicans Ish Smith Droits sur Latavious Williams Second tour de draft 2015 Compensation financière |

| 19 février | Vers Oklahoma City Thunder Enes Kanter (d'Utah) Steve Novak (d'Utah) D. J. Augustin (de Detroit) Kyle Singler (de Detroit) Second tour de draft 2019 (de Detroit) | Vers Utah Jazz Kendrick Perkins (d'Oklahoma City) Grant Jerrett (d'Oklahoma City) Droits sur Tibor Pleiß (d'Oklahoma City) Premier tour de draft 2017 (d'Oklahoma City) Second tour de draft 2017 (de Detroit) | Vers Detroit Pistons Reggie Jackson (d'Oklahoma City) |

### Prolongations
| Date       | Joueur        |
| ---------- | ------------- |
| 16/07/2014 | Grant Jerrett |

### Arrivées
| Date       | Joueur            | Ancienne équipe      |
| ---------- | ----------------- | -------------------- |
| 15/07/2014 | Sebastian Telfair | Tianjin Ronggang     |
| 16/07/2014 | Anthony Morrow    | New Orleans Pelicans |
| 29/09/2014 | Michael Jenkins   | Pallacanestro Cantù  |
| 29/09/2014 | Richard Solomon   | California (NCAA)    |
| 29/09/2014 | Lance Thomas      | Foshan Dralions      |
| 29/09/2014 | Talib Zanna       | Pittsburgh (NCAA)    |
| 07/11/2014 | Ish Smith         | Houston Rockets      |

### Départs
| Date       | Joueur          | Nouvelle équipe |
| ---------- | --------------- | --------------- |
| 15/07/2014 | Caron Butler    | Detroit Pistons |
| 15/07/2014 | Thabo Sefolosha | Atlanta Hawks   |